# Walter Brian Harland
Walter Brian Harland (Scarborough, 22 de març de 1917 – Cambridge, 1 de novembre de 2003) va ser un geòleg anglès de la Universitat de Cambridge. El 1968 va rebre la Medalla d'Or de la Royal Geographical Society per la seva exploració de l'Àrtic.
Harland va néixer a Scarborough, North Yorkshire i es va educar a la Bootham School de York i a Gonville & Caius College, Cambridge, on es graduà en Ciències Geològiques i es doctorà. Va estar molt interessat en les interaccions entre ciència, filosofia i religió i gran part de la seva vida va ser un Quaker.

## Carrera professional
A Cambridge va tenir un interès per l'Àrtic i de seguida va apostar per la teoria de la deriva continental i la teoria de la Bola de neu de la Terra (Snowball Earth).
També cartografià geològicament l'arxipèlag de les Svalbard, des de 1938 fins a la dècada de 1980 en 29 expedicions. El camp de gel "Harlandisen" de Spitsbergen rep el seu nom. La Universitat de Cambridge conserva uns 70.000 espècimens recollits d'aquells anys.